# Rahimo FC
Rahimo FC is een Burkinese voetbalclub uit de stad Bobo-Dioulasso.
De club werd in 2012 door Rahim Ouédraogo opgericht als voetbalschool voor de jeugd in Bama met medewerking van Mamadou Zongo en Ousmane Sanou. In 2015 startte de club in Bobo-Dioulasso ook een seniorenteam dat direct poule B van de Deuxième Division won en naar de Première Division promoveerde. In 2017 won Rahimo de beker. In 2019 werd de club voor het eerst landskampioen. Zowel in 2020 als 2021 verloor Rahimo in de voorronde van het toernooi om de CAF Champions League van Enyimba FC uit Nigeria.

## Erelijst
Landskampioen
2019, 2025
Beker van Burkina Faso
2017
Supercup van Burkina Faso
2020
Deuxième Division
Poule B 2016

## Bekende (oud-)spelers
- Issa Kabore
- Hervé Koffi
- Lassina Traoré

AJEB · US Comoé de Banfora · Racing Club de Bobo · AS Douanes · AS Faso-Yennenga · AS Fonctionnaires · US Forces Armées · Rail Club du Kadiogo · ASEC Koudouguou · Majestic SC · Étoile Filante Ouagadougou · US Ouagadougou · AS Police · Rahimo FC · Salitas FC · AS SONABEL